# Atlanta Hawks
Atlanta Hawks so košarkarski klub s sedežem v Atlanti, Georgii. So del jugovzhodne divizije Vzhodne Konference. Njihov trener od junija 2011 je Larry Drew.

## Dvorane
- Buffalo Memorial Auditorium (1946)

- Wharton Field House (1946-51)

- Milwaukee Arena (1951-55)

- Kiel Auditorium (1955-68) - (občasno tudi St. Louis Arena)

- Alexander Memorial Coliseum (1968-72) in (1997-99)

- Omni Coliseum (1972-97)

- Georgia Dome (1997-99)

- Philips Arena (1999-?)

## Zgodovina kluba
Klub je bil ustanovljen leta 1946 kot Buffalo Bisonsi.

## Igralci 2011-2012
Kirk Hinrich
Jason Collins
Jamal Crawford
Josh Powell
Jeff Teague
Al Horford
Rolle Magnum
Joe Johnson
Josh Smith
Thomas Etan
Zaza Pachulia
Joe Smith
Josh Smith
Jeff Teague
Damien Wilkins
Marvin Williams
Pape Sy
Hilton Armstrong
Za Atlanta Hawkse sta igrala tudi igralca iz področja bivše Jugoslavije, Toni Kukoč in Predrag Drobnjak.